# Egnazia Appula

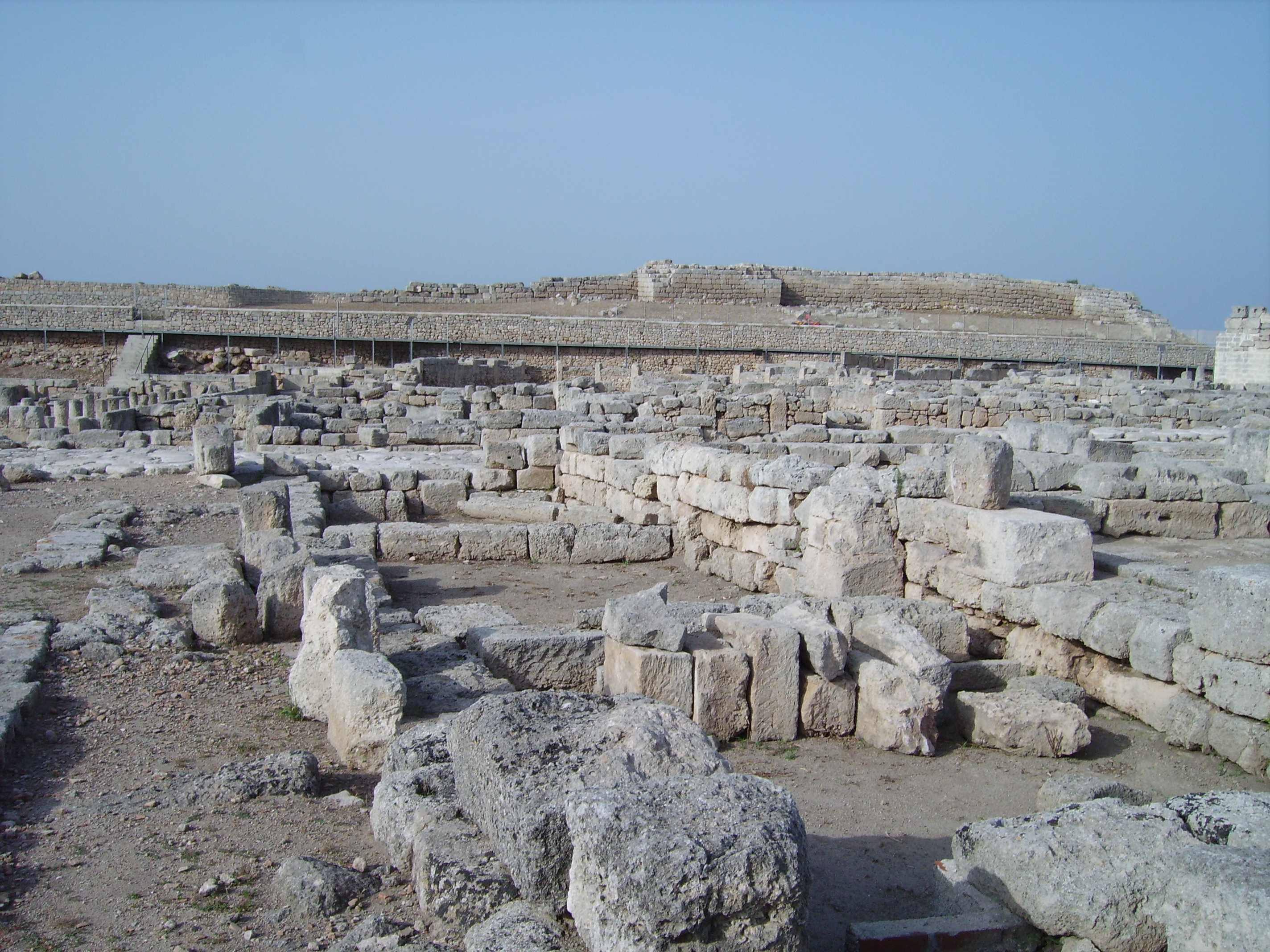
Ruiny starożytnego miasta Egnazia

Egnazia Appula (łac. Dioecesis Egnatinus in Apulia) – stolica historycznej diecezji w Italii erygowanej w IV wieku, a włączonej w 575 w skład diecezji Brindisi.
Współczesne miasto Fasano znajduje się w prowincji Brindisi we Włoszech. Obecnie katolickie biskupstwo tytularne ustanowione w 2004 przez papieża Jana Pawła II.

## Biskupi tytularni
| Lp. | Biskup          | Funkcja             | Od               | Do |
| --- | --------------- | ------------------- | ---------------- | -- |
| 1   | Nicola Girasoli | nuncjusz apostolski | 24 stycznia 2006 |    |